# Stichophthalma louisa
Stichophthalma louisa är en fjärilsart som beskrevs av Wood-mason 1877. Stichophthalma louisa ingår i släktet Stichophthalma och familjen praktfjärilar. Inga underarter finns listade i Catalogue of Life.

## Bildgalleri

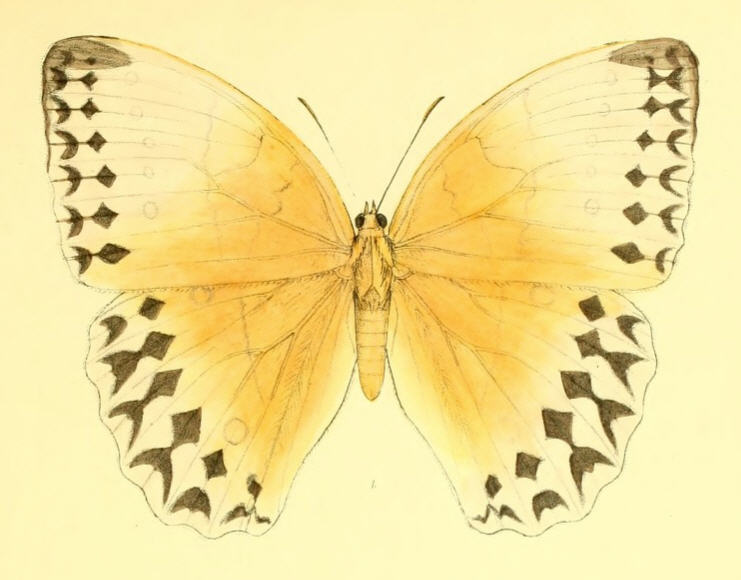
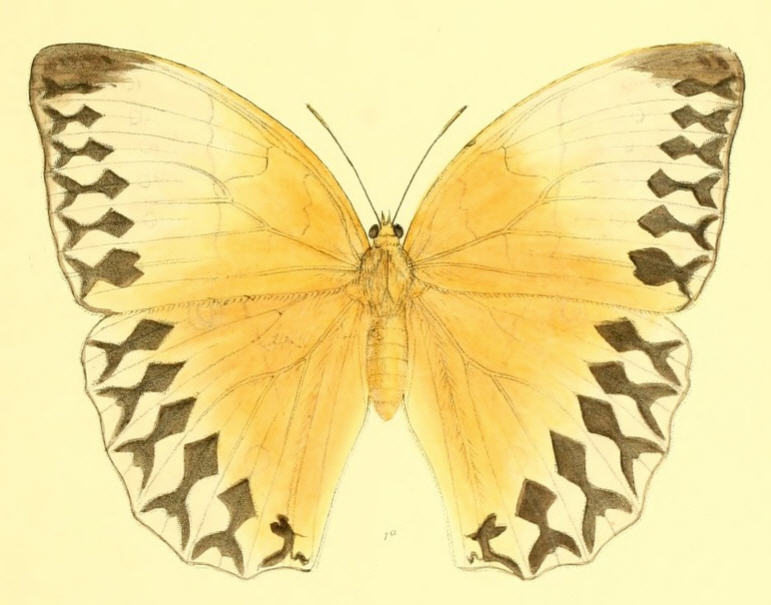